# Serra de la Vermella
La Serra de la Vermella és una serra situada al municipi de Piera a la comarca de l'Anoia, amb una elevació màxima de 269 metres.